# Шешир
Шешир је одевни предмет који се ставља на главу. Израђује се од различитих материјала, различитих дезена и облика. Састоји се од "главе" у облику куполе са ужим или ширим заврнутим крилима која представљају обод. Израђује се од биљних влакана, сламе, даброве или зечије длаке, свиле, вуне, коже, платна, баршуна, а у новије време и од синтетике. Може имати рупице за вентилацију, како се коса и кожа главе не би упарила. Користи се још из времена праисторије, највише као заштита од врућине и кише при раду на отвореном простору, али има и естетску или хигијенску улогу. У прошлости врста шешира је значила припадност одређеној друштвеној класи. Такође, у појединим војскама шешир је означавао припадност одређеном чину и јединици. 
У прошлости су шешири били показатељ друштвеног статуса. У војсци, шешири могу означавати националност, грану службе, чин или пук. Полиција обично носи препознатљиве шешире као што су шапке или шешири са ободом, попут оних које носи Краљевска канадска коњичка полиција. Неки шешири имају заштитну функцију. На пример, заштитна шлем штити главу грађевинских радника од повреда предметима који падају, кацига британске полиције чува главу милиционера, шешир за сунце заклања лице и рамена од сунца, каубојски шешир штити од сунца и кише, и ушанка крзнена капа са преклопним наушницама одржава топлоту главе и ушију. Неки шешири се носе у церемонијалне сврхе, као што је академски плочасти шешир, која се носи (или носи) током церемоније дипломирања на универзитету. Неке шешире носе припадници одређене професије, као што је куварске капе који носе кувари, или митре које носе хришћански бискупи. Присталице одређених религија редовно носе шешире, као што су турбан који носе Сики, или црквени шешир који хришћанке носе као покривало за главу током молитве и богослужења.

## Историја
Иако нема много званичних записа о шеширима пре 3.000 година пре нове ере, они су вероватно били уобичајени пре тога. Фигура Венере из Вилендорфа стара 27.000 до 30.000 година може да приказује жену која носи ткани шешир. Један од најранијих познатих потврђених шешира носио је човек из бронзаног доба (надимак Оци) чије је тело (укључујући његов шешир) пронађено смрзнуто у планини између Аустрије и Италије, где је био од око 3250. године пре нове ере. Пронађен је како носи капу од медвеђе коже са каишем за браду, направљену од неколико кожа спојених заједно, што је у суштини подсећало на руску крзнену капу без преклопа.
Као и Оци, Толундски човек је сачуван до данашњих дана са шеширом на себи, вероватно умро око 400. године пре нове ере у данској мочвари, која га је мумифицирала. Носио је шиљасту капу од овчије коже и вуне, закопчану испод браде ременом од коже.
Свети Климент, светац заштитник филцних шеширџија, наводно је открио филц када је напунио сандале ланеним влакнима да би заштитио своја стопала, око 800. године.
У средњем веку шешири су били маркер друштвеног статуса и служили су за издвајање одређених група. Четврти сабор на Латерану 1215. захтевао је да се сви Јевреји идентификују носећи јуденхат („јеврејски шешир“), означавајући их као мете антисемитизма. Шешири су обично били жути и били су или шиљасти или четвртасти.
У средњем веку, шешири за жене су се кретали од једноставних шалова до сложених хенина, и означавали су друштвени статус. Структурирани шешири за жене слични онима код мушких дворјана почели су да се носе крајем 16. века. Израз „милинер“ потиче из италијанског града Милана, где су се у 18. веку израђивали најквалитетнији шешири. Израда шешира је традиционално била женско занимање, при чему је су те раднице не само правиле шешире и бонете, већ је бирала и чипку, украсе и додатке за комплетирање одеће.
Традиција ношења шешира на коњским тркама започела је у Краљевском Аскоту у Британији, који одржава строги кодекс облачења. Сви гости у Краљевском ограђеном простору морају да носе шешире. Ова традиција је усвојена на другим коњичким тркама, као што је дерби у Кентакију у Сједињеним Државама.
Екстравагантни шешири били су популарни током 1980-их, а почетком 21. века вратили су се раскошни шешири, са новим таласом такмичарских младих милинера који су дизајнирали креације које укључују капе са турбаном, шешире од филца са ефектом trompe-l'œil и високе покриваче за главу направљене од људске косе. Неке нове колекције шешира су описане као „носива скулптура”. Многе поп звезде, међу њима и Лејди Гага, наручиле су шешире као рекламне трикове.

## Познати шеширари
Један од најпознатијих лондонских шеширџијских фирми је Џејмс Лок & Ко. из Ст Џејмс улице. Продавница тврди да је најстарија радња шешира на свету. Још једна је био Шарп & Дејвис из 6 Фиш Стрит Хила.. У касном 20. веку, музеји су признавали Дејвиду Шилингу из Лондона да је поновно изумео шешире широм света. Познати белгијски дизајнери шешира су Елвис Помпилио и Фабиен Делвигн (краљевски налог за именовање), чије шешире су носили европски чланови краљевске породице. Филип Трејси OBE је ирски модиста чије су шешире наручили врхунски дизајнери и носили их на краљевским венчањима. У Северној Америци, познати произвођач каубојских шешира Стетсон направио је покривала за главу за Краљевску канадску коњичку полицију и Тексашке ренџере. Џон Каванаг је био један од истакнутих америчких шеширџија. Италијански произвођач шешира Борсалино покрио је главе холивудских звезда и светских богатих и славних.

## Збирке
Колекција Филипи је колекција религиозних покривала за главу коју је саставио немачки предузетник Дитер Филипи, која се налази у Киркелу. Колекција садржи преко 500 шешира, и тренутно је највећа светска колекција свештеничких, црквених и верских покривала за главу.

## Врсте шешира
Постоје различите врсте шешира:
- ловачки шешир
- Каубојски шешир
- планинарски шешир
- шешир од прућа
- Наполеонов шешир
- Сомбреро
- Цилиндар (шешир)
- Панама шешир

## Величина
Величине шешира се одређују мерењем обима главе особе око  1 cm (2⁄5 in) изнад ушију. У зависности од произвођача могу се користити инчи или центиметри. Шешири од филца се могу растегнути за прилагођено пристајање. Неки шешири, попут тврдих шешира и бејзбол капа, су подесиви. Јефтинији шешири долазе у „стандардним величинама“, као што су мали, средњи, велики, екстра велики: мапирање измерене величине у различите „стандардне величине“ варира од произвођача до произвођача и од стила до стила, што се може видети проучавањем различитих каталога, као што је Хамахер Шлемер.
| величина                  |        |     |        |        | Млади S/M | Млади L/XL | XXS           | XS            | S         | M           | L           | XL        | XXL         | XXXL      |
| ------------------------- | ------ | --- | ------ | ------ | --------- | ---------- | ------------- | ------------- | --------- | ----------- | ----------- | --------- | ----------- | --------- |
| Узраст (године)           | 0      | 1⁄2 | 1      | 1 ⁄2   | 2         |            |               |               |           |             |             |           |             |           |
| Обим у cm                 | 34     | 43  | 47     | 48     | 49        | 50         | 51–52         | 53–54         | 55–56     | 57–58       | 59–60       | 61–62     | 63–64       | 65–66     |
| Обим у инчима             | 13 3⁄8 | 17  | 18 1⁄2 | 18 3⁄4 | 19 1⁄4    | 19 3⁄4     | 20 1⁄8–20 1⁄2 | 20 5⁄8–21 1⁄4 | 21 5⁄8–22 | 221⁄2–227⁄8 | 231⁄4–235⁄8 | 24–243⁄8  | 243⁄4–251⁄4 | 25–26     |
| УК величина шешира        |        |     | 5      | 53⁄4   | 6–61⁄8    | 61⁄4–63⁄8  | 61⁄2–65⁄8     | 63⁄4–67⁄8     | 7–71⁄8    | 71⁄4–73⁄8   | 71⁄2–75⁄8   | 73⁄4–77⁄8 | 8–81⁄8      |           |
| Ус величина шешира        |        |     | 57⁄8   | 6      | 61⁄8      | 61⁄4       | 63⁄8–61⁄2     | 65⁄8–63⁄4     | 67⁄8–7    | 71⁄8–71⁄4   | 73⁄8–71⁄2   | 75⁄8–73⁄4 | 7⁄8–8       | 81⁄8–81⁄4 |
| Француска величина шешира |        |     | 0      | 1⁄2    | 1         | 1⁄2        | 2–21⁄2        | 3–31⁄2        | 4–41⁄2    | 5–51⁄2      | 6–61⁄2      | 7–71⁄2    | 8–81⁄2      | 9–91⁄2    |

Треба имати на уму да је величина америчког шешира мерење пречника главе у инчима. Може се израчунати из мерења обима у центиметрима дељењем са 8, јер је множење 2,54 (број центиметара по инчу) са π (множилац који даје обим из пречника) скоро тачно 8.

## Занимљивости
Снимљена су два филма 1972. године и 2012. године под називом Шешир професора Вујића, по чувеном професору чији је заштитни знак био шешир од кога се није одвајао. Такође постоји награда Шешир Миливоја Живановића, која се додељује на смотри најбољих аматерских позоришта Србије у Пожаревцу.